# Lycodon
Lycodon Fitzinger, 1826 è un genere di serpenti, comunemente chiamati serpenti lupo, appartenente alla famiglia dei colubridi.

## Tassonomia
Il genere comprende le seguenti specie:
- Lycodon albofuscus (Duméril, Bibron & Duméril, 1854)
- Lycodon alcalai Ota & Ross, 1994
- Lycodon aulicus (Linnaeus, 1758)
- Lycodon bibonius Ota & Ross, 1994
- Lycodon butleri Boulenger, 1900
- Lycodon capucinus (Boie, 1827)
- Lycodon cardamomensis Daltry & Wüster, 2002
- Lycodon carinatus (Kuhl, 1820)
- Lycodon chrysoprateros Ota & Ross, 1994
- Lycodon davidi Vogel, Nguyen, Kingsda & Ziegler, 2012
- Lycodon dumerili (Boulenger, 1893)
- Lycodon effraenis Cantor, 1847
- Lycodon fasciatus (Anderson, 1879)
- Lycodon fausti Gaulke, 2002
- Lycodon ferroni Lanza, 1999
- Lycodon flavicollis Mukherjee & Bhupathy, 2007
- Lycodon flavomaculatus Wall, 1907
- Lycodon flavozonatus (Pope, 1928)
- Lycodon futsingensis (Pope, 1928)
- Lycodon gammiei (Blanford, 1878)
- Lycodon gongshan Vogel & Luo, 2011
- Lycodon hypsirhinoides (Theobald, 1868)
- Lycodon jara (Shaw, 1802)
- Lycodon kundui M.A. Smith, 1943
- Lycodon laoensis Günther, 1864
- Lycodon liuchengchaoi Zhang, Jiang, Vogel & Rao, 2011
- Lycodon mackinnoni Wall, 1906
- Lycodon meridionale (Bourret, 1935)
- Lycodon muelleri Duméril, Bibron & Duméril, 1854
- Lycodon multifasciatus (Maki, 1931)
- Lycodon multizonatus  (Zhao & Jiang, 1981)
- Lycodon ophiophagus Vogel et al., 2009
- Lycodon orientalis (Hilgendorf, 1880)
- Lycodon osmanhilli Taylor, 1950
- Lycodon paucifasciatus Rendahl, 1943
- Lycodon rosozonatus (Hu & Zhao, 1972)
- Lycodon rufozonatus Cantor, 1842
- Lycodon ruhstrati (Fischer, 1886)
- Lycodon semicarinatus (Cope, 1860)
- Lycodon septentrionalis (Günther, 1875)
- Lycodon solivagus Ota & Ross, 1994
- Lycodon stormi Boettger, 1892
- Lycodon striatus (Shaw, 1802)
- Lycodon subcinctus Boie, 1827
- Lycodon synaptor Vogel & David, 2010
- Lycodon tessellatus Jan, 1863
- Lycodon tiwarii Biswas & Sanyal, 1965
- Lycodon travancoricus (Beddome, 1870)
- Lycodon zawi Slowinski et al., 2001